# Connithorax
Connithorax Eskov, 1993 è un genere di ragni appartenente alla famiglia Linyphiidae.

## Distribuzione
L'unica specie oggi attribuita a questo genere è stata reperita nella Russia asiatica.

## Tassonomia
Originariamente denominato Conithorax Eskov, 1988, ci si accorse che la denominazione era già stata adoperata da Conithorax, Brunetti, 1918, genere di ditteri icneumonidi; per cui in un lavoro del 1992 Eskov & Marusik cambiarono il nome in Conothorax Eskov & Marusik, 1992.
Poco tempo dopo, nel 1993, ci si avvide che anche questa denominazione era già stata adoperata in Conothorax Karavaiev, 1935, un genere di formiche delle Myrmicinae, da cui proviene l'attuale denominazione Connithorax scelta in uno studio di Eskov del 1993.
A maggio 2011, si compone di una specie:
- Connithorax barbatus (Eskov, 1988)[3] — Russia